# Roncus juvencus
Roncus juvencus är en spindeldjursart som beskrevs av Beier 1939. Roncus juvencus ingår i släktet Roncus och familjen helplåtklokrypare. Inga underarter finns listade i Catalogue of Life.